# 尼克森鎮區 (伊利諾伊州德威特縣)
尼克森鎮區（英語：Nixon Township）是位於美國伊利諾伊州德威特縣的一個行政鎮區。

## 地方資料
根據2010年美國人口普查的數據，尼克森鎮區的面積為71.40平方千米，當中陸地面積為71.40平方千米，而水域面積為0.00平方千米。當地共有人口571人，而人口密度為每平方千米8人。